# (100213) 1994 PD4
(100213) 1994 PD4 es un asteroide perteneciente al cinturón de asteroides, descubierto el 10 de agosto de 1994 por Eric Walter Elst desde el Observatorio de La Silla, Chile.

## Designación y nombre
Designado provisionalmente como 1994 PD4.

## Características orbitales
1994 PD4 está situado a una distancia media del Sol de 3,113 ua, pudiendo alejarse hasta 3,734 ua y acercarse hasta 2,492 ua. Su excentricidad es 0,199 y la inclinación orbital 0,084 grados. Emplea 2006 días en completar una órbita alrededor del Sol.

## Características físicas
La magnitud absoluta de 1994 PD4 es 15,5.